# Haustorius arenarius
Haustorius arenarius är en kräftdjursart som först beskrevs av Martinus Slabber 1769.  Haustorius arenarius ingår i släktet Haustorius och familjen Haustoriidae. Arten är reproducerande i Sverige. Inga underarter finns listade i Catalogue of Life.